# Tour du Pays basque 1927
Le Tour du Pays basque 1927 se tient du 10 au 14 août sur 4 étapes pour un total de 747 km.

## Généralités
- Après sa victoire lors de l'édition précédente, Nicolas Frantz est le grand favori de l'épreuve. Mais c'est sans compter sur Victor Fontan qui écrase l'opposition lors de la 3e étape.

## Les étapes
| Étape     | Date    | Villes étapes                | Distance (km) | Vainqueur d'étape      | Leader du classement général |
| 1re étape | 10 août | Bilbao - Vitoria             | 174           | André Leducq France    | André Leducq France          |
| 2e étape  | 11 août | Vitoria - Pampelune          | 135           | André Leducq France    | André Leducq France          |
| 3e étape  | 12 août | Pampelune - Saint-Sébastien  | 267           | Victor Fontan France   | Victor Fontan France         |
| 4e étape  | 14 août | Saint-Sébastien - Las Arenas | 171           | Lucien Buysse Belgique | Victor Fontan France         |

## Classement
| \| 1er \| Victor Fontan France \| 26 h 36 min 16 s \| \| \| 2e \| André Leducq France \| à 6 min 24 s \| \| \| 3e \| Lucien Buysse Belgique \| à 15 min 27 s \| \| \| 4e \| Nicolas Frantz Luxembourg \| à 24 min 13 s \| \| \| 5e \| Adelin Benoît Belgique \| à 24 min 13 s \| \| \| 6e \| Georges Ronsse Belgique \| à 25 min 28 s \| \| \| 7e \| Ricardo Montero Espagne \| à 25 min 48 s \| \| \| 8e \| Aimé Dossche Belgique \| à 37 min 03 s \| \| \| 9e \| Alfred Hamerlinck Belgique \| à 37 min 49 s \| \| \| 10e \| Mariano Cañardo Espagne \| à 43 min 31 s \| \| 39 partants, 28 classés |                            |                  |  |
| 1er | Victor Fontan France       | 26 h 36 min 16 s |  |
| 2e | André Leducq France        | à 6 min 24 s     |  |
| 3e | Lucien Buysse Belgique     | à 15 min 27 s    |  |
| 4e | Nicolas Frantz Luxembourg  | à 24 min 13 s    |  |
| 5e | Adelin Benoît Belgique     | à 24 min 13 s    |  |
| 6e | Georges Ronsse Belgique    | à 25 min 28 s    |  |
| 7e | Ricardo Montero Espagne    | à 25 min 48 s    |  |
| 8e | Aimé Dossche Belgique      | à 37 min 03 s    |  |
| 9e | Alfred Hamerlinck Belgique | à 37 min 49 s    |  |
| 10e | Mariano Cañardo Espagne    | à 43 min 31 s    |  |